# Maartje ten Hoorn
Maartje „Maraatsj“ ten Hoorn (* 1957) ist eine niederländische Violinistin, die zunächst im Bereich des Creative Jazz und der Improvisationsmusik hervorgetreten ist.
Ten Hoorn studierte am Konservatorium von den Haag. Sie trat auf dem Canaille-Festival 1986 in Zürich und mit John Carter auf und spielte in Gruppen wie Byte, The Schismatics, verschiedenen Formationen Maarten Altenas und war Mitglied des Het Improviserend Strijorkest und ICP Orkest.
2002 gründete sie mit Lorre Lynn Tritten, Jeffrey Bruinsma und Alex Waterman das Maartje ten Hoorn String Quartet. Die Gruppe veröffentlichte 2005 das Album Sparkles und spielt zeitgenössische Musik und Improvisationsmusik. 2005 gründete ten Hoorn die Gruppe Play Station 6, der außer ihr Tobias Delius, Eric Boeren, Meinrad Kneer, Achim Kaufmann und Paul Lovens angehören.
Daneben komponierte sie u. a. für Bart van der Puttens Gruppe Raam, Eric Boerens Doppelquartett, den Gitarristen Wiek Hijmans und für Tristan Honsinger.

## Diskographische Hinweise
- Luc Houtkamp: Klimaat 1982
- ICP Orkest: Bospaadje Konijehol I, 1986
- ICP Orkest: Bospaadje Konijehol II, 1990
- Schismatics: Vazen Vol, 1990
- ICP Orkest (mit George Lewis und Lee Konitz): Ellington - Mengelberg - Monk - Nichols, 1992
- Maartje ten Hoorn String Quartet: Sparkles, 2005
- playstation 6 #1, 2007
- Het Improviserend Strijkorkest: Tristan Honsinger, 2008